# Осем
Осем (ивр. אסם השקעות בעמ‎, англ. Osem Investments Ltd.) — крупная израильская продовольственная группа, контролируемая швейцарской продовольственной корпорацией Nestle, которой принадлежит 100 % её акций.

## История

### Основание

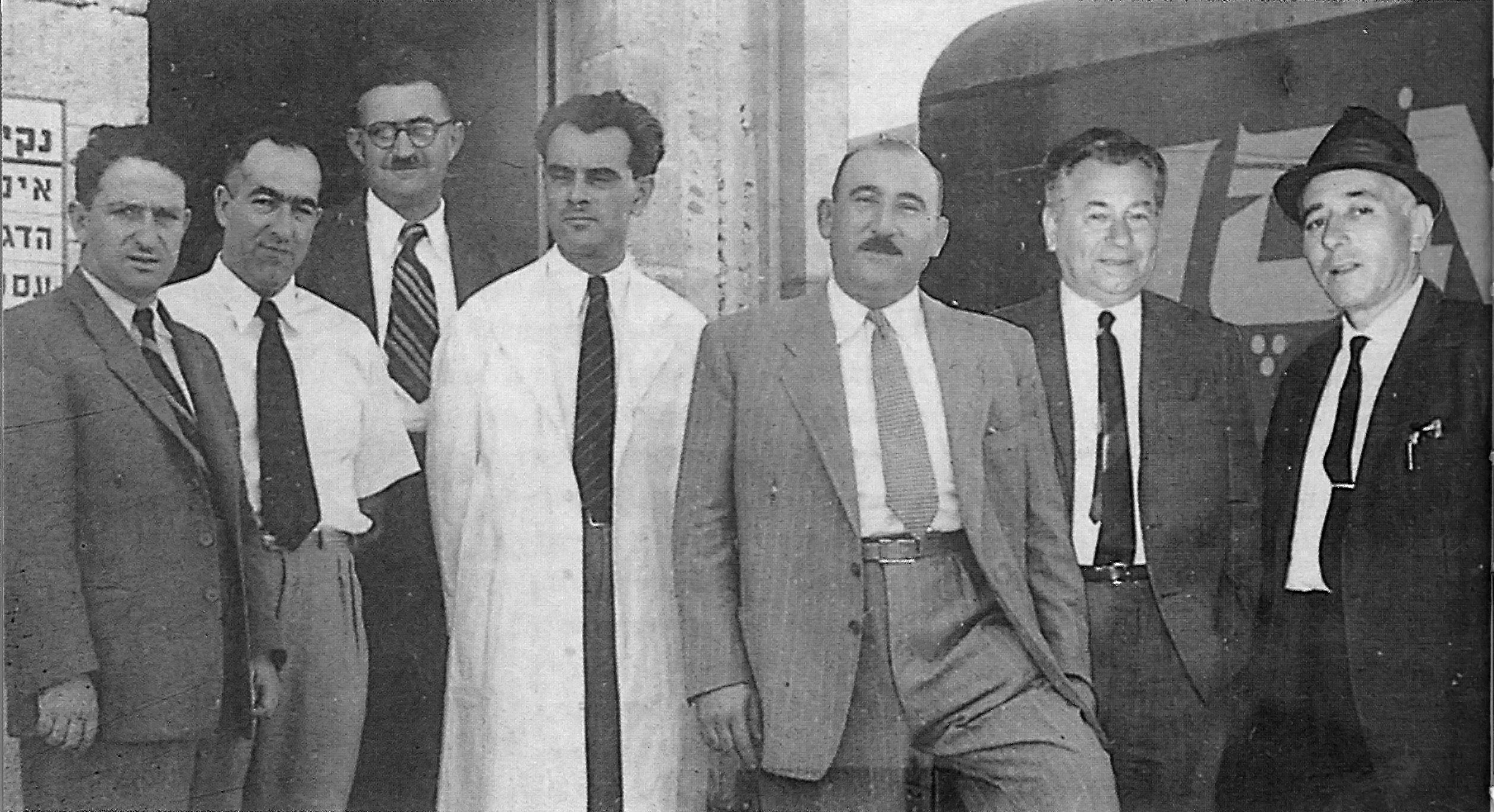
Фотомонтаж основателей компании. Справа налево: Азриэль Вейль, Моше Кацман, Шимшон Вильмерсдорф, Франц Кляйн, Ойген Проппер, Джейкоб Лорш, Элиягу Харпак

Компания «Осем» (ивр. אסם‎) была создана в сентябре 1942 года как компания для продажи продукции пяти производителей макаронных изделий из Иерусалима, Рамат-Гана, и Тель-Авива. В том же году к компании присоединилась ещё одна фабрика, а в июне 1943 года был открыт филиал в Хайфе. До августа 1943 к компании присоединились ещё несколько заводов и фабрик, в результате чего компания стала производителем 80 % макаронных изделий в Земле Израиля.
Название компании (в переводе с иврита: «амбар») представляет суть компании на момент её создания: в одном месте, как в амбаре, собираются продукты с различных предприятий. Само же слово было взято из молитвы первосвященника, произносимой в Йом Кипур : «Этот год будет годом осема». В начале 2000-х проводилась рекламная кампания, в которой название компании связывалось с английским словом «Awesome» («удивительный»), произносимым с израильским акцентом.

### Расширение производства
Летом 1947 года компания открыла совместный завод в Бней-Браке.
Сначала компания производила лапшу и макароны. После создания государства с массовой иммиграцией для удовлетворения потребностей евреев Востока, которые привыкли к рису и кускусу, компания начала выпускать новый продукт птитим — жареные хлопья, которые по форме напоминают рис, за что и получили в Израиле название «Рис Бен-Гуриона», а в Соединённых Штатах и других странах их называли «израильский кускус».
В 1952 году компания начала производство «шкедей марак», маленьких сухариков для супов. Кроме того, производится около 50 ароматизаторов и сливки.
В 1959 году было построено ещё одно здание на фабрике по производству соусов и суповых порошков. Некоторые продукты «Осема», успеха на рынке не получили. В том же году «Осем» начинает экспортировать свои товары за рубеж и основывает отделение «Osem UK» в Лондоне.
В 1964 году в Холоне была открыта фабрика по производству снеков, и начался выпуск её флагманской продукции — снэка «Бамба». В 1968 году Дэн Проппер разработал новый снэк «Бисли», чтобы лучше использовать машины для производства макаронных изделий на фабрике.
В 1970 году Осем приобрёл хлебный завод и вышел на рынок хлебобулочных изделий, а также начал производить печенье. В 1972 году в Осеме работало около 750 человек.
В апреле 1975 года в Йокнеам-Илите был открыт завод по производству макаронных и других кондитерских изделий.
В 1976 году был куплен участок в Петах-Тикве, на котором была построена фабрика по производству Соусов. Кроме того, здесь были созданы центральные офисы и центральный склад, работавшие до 2008 года. В 1980 году администрация переехала из Тель-Авива в Петах-Тикву. В 1981 году группа приобрела бисквитную фабрику для своих заводов в Бней-Браке и Сдероте, а в 1982 году — пекарню «Аргал» в Маргалиот. В 1986 году в Сдероте была основана новая фабрика по производству супов. В 1988 году было приобретено ООО «Ассис» из Нетании.
В 1992 году «Осем» стал публичной компанией, реализующей 25 % своих акций на Тель-Авивской фондовой бирже . Самый значительное приобретение «Осема» состоялось в 1993 году, когда компания приобрела 58 % процентов компании «Тиваль» и завод в кибуце «Лохамей-ха-Гетаот». «Осем» завершил приобретение «Тиваля» в марте 2010 года, а оставшиеся активы кибуца были куплены за 462 млн шекелей, в результате чего стоимость компании вырасла до 1.1 млрд шекелей. «Осем» также начал производство замороженных продуктов.
В 1994 году Осем заключил партнёрское соглашение с фабрикой «Мегданот ха-Байт», где находится линия по производству тортов.
В эти годы главным конкурентом «Осема» в Израиле была компания «Вита».
С начала 1960-х годов рекламный слоган для бренда «Осем» «Это хорошо, это хорошо, это Осем!» исполнялся по радио в виде джингля..

### Эпоха «Нестле»
После Мадридской конференции (1991) и отмены арабского бойкота, наложенного на компании, торгующие с Израилем, «Осем» открыл для себя возможность установления стратегического партнёрства с международными производителями продуктов питания. После переговоров с несколькими международными компаниями «Осем» выбрал швейцарскую компанию «Nestle».
В 1995 году было подписано соглашение о сотрудничестве с «Nestle». В рамках соглашения было решено начать импорт продукции «Nestle» в Израиль, а также передать информацию об исследованиях и разработках продуктов, информационных систем и пищевых технологий. Кроме того, компания «Осем» приобрела компанию «Milli Quality Foods», производившую замороженное мясо, и в 1995 году объединила её с брендом «Тиваль». Кроме того, завод в Сдероте начал производство подсолнечного масла.
В 1996 году «Nestle» приобрела 10 % акций «Osem Group».
В 1997 году «Осем» приобрёл контроль над производством салатов «Сабра», а также создал совместное предприятие с компанией по производству и продаже мороженого «Тене Нога», принадлежащей молочной компании «Тнува», для производства и продажи мороженого под итальянским брендом «Motta».
В 1998 году «Nestle» увеличила свою долю владения в «Osem Group» до 47 %. В том же году Осем приобрёл 50 % завода по производству маринованных огурцов в кибуце Бейт-Хашита и присоединил это производство к бренду «Ассис».
В 2003 году «Осемом» была приобретена доли «Тнувы» в производстве мороженого «Nestle Ice Cream».
В августе 2006 года «Осем» объявил о приобретении у Элиэзера Фишмана за 117 миллионов шекелей торговой сети «Bonjour» по продаже и производству замороженных хлебобулочных изделий, прибыль которой ежегодно прирастала очень высокими темпами.
В июне 2008 года в промышленной зоне «Хевель Модиин», недалеко от Шохама, был открыт логистический центр. Сюда доставляют продукцию со всех восьми заводов группы, а также продукцию, импортируемую из-за рубежа. Здесь хранятся высушенные, охлаждённые и замороженные продукты, и отсюда они доставляются в магазины по всей стране. В логистическом центре также расположены офисы управления компании.
В начале 2009 года компания одной из первых в Израиле перешла на облачные вычисления . Этот шаг был сделан, когда «Осем» присоединился к глобальному проекту Nestle «Глобус».
В июле 2010 года организация по оценке корпоративной социальной ответственности «Маале» присвоила компании платиновый рейтинг.

## Менеджеры
«Осем» в течение многих лет управлялся Даном Проппером, который привёл компанию к партнёрству с Nestle .
В июле 2006 года Гази Каплан сменил Дана Проппера на посту генерального директора компании, а Проппер стал председателем совета директоров компании. Текущий генеральный директор Ави Бен-Ассаяг .

## Собственность
В 1992 году акции «Осем» стали торговаться на Тель-Авивской фондовой бирже .
В 1995 году «Осем» вступил в международное партнёрство с пищевой компанией Nestlé и начал продавать продукты швейцарской компании в Израиле, включая растворимый кофе, шоколад, крупы и продукты Materna.
20 апреля 2016 года Nestle приобрела оставшиеся акции «Осема» и других акционеров, и «Осем» перестал быть публичной компанией в частной компании, полностью принадлежащей компании Nestle.

## Логотип компании
Нынешний логотип Osem является третьим обновлением логотипа, созданного студией «Osem Studio», Йосси Блумом и Ицхаком Яркони в 1997 году . Оригинальный символ был нарисован Отте Валишем в 1942 году и обновлён Студией Майкла Питерса в Лондоне и Ицхаком Яркони в 1984 году.

## Фирменные бренды
Компании «Осем» принадлежат следующие бренды
- Бейт Хашита — консервированые соления.
- Сабра — хумус и салаты.
- Тиваль — вегетарианская пища.
- Матерна — детское питание.
- Ассис — соки и концентраты.
- Нескафе — кофе.